# Dorothy Musuleng-Cooper
Dorothy Harriet Eugenia Musuleng Cooper, kurz Dorothy Musuleng-Cooper (* 9. September 1930 in Arthington, Montserrado County, Liberia; † 30. Juni 2009 in Monrovia, Liberia) war eine liberianische Lehrerin und Politikerin. Musuleng-Cooper war die erste weibliche Außenministerin Liberias.

## Leben

### Jugend und Ausbildung
Musuleng-Cooper wurde am 9. September 1930 im Ort Arthington im Landkreis Montserrado an der Küste Liberias geboren. Nach ihrer Schulausbildung besuchte sie zunächst das College of West Africa in Monrovia. Anschließend besuchte mit Hilfe eines Stipendiums die San Francisco State University und schloss ihr Studium der Grundschullehre erst mit einem Bachelor, dann mit einem Master ab. Sie arbeitete zeitweise als Lehrerin in San Francisco.

### Politische Karriere
Später kehrte Musuleng-Cooper zurück in ihre Heimat Liberia und engagierte sich politisch in der Rebellengruppe National Patriotic Front of Liberia. Aus dem Machtkampf zwischen Taylor und der amtierenden Regierung unter Samuel Doe brach der liberianischer Bürgerkrieg aus, der zwischen 1989 und 1999 währte. Cooper fungierte als Bildungsministerin in Charles Taylors Schattenkabinett zwischen 1990 und 1993. 1994 wurde sie zur stellvertretenden Vorsitzenden der National Patriotic Front of Liberia ernannt. Anschließend ernannte Taylor sie zur Außenministerin, sie war damit die erste Frau Liberias, die dieses Amt ausübte.
Cooper leitete das Ressort bis 1995. In dem Jahr unterschrieben die verschiedenen Gruppen des Landes einen Friedensvertrag, Musuleng-Cooper unterzeichnete diesen für die NPFL.
2001 schuf Taylor in seiner Regierung das Ressort für Geschlecht und Entwicklung (Ministry of Gender and Development) und ernannte Cooper zur Ministerin. Sie übte das Amt bis 2003 aus.

### Tod
Cooper starb am 30. Juni 2009 im John F. Kennedy Memorial Hospital in Monrovia und hinterließ acht Kinder.